# 고든 웬함
고든 J. 웬함(Gordon Wenham, /ˈwɛnəm/; 1943년 5월 21일 ~ 2025년 5월 13일)은 개혁주의 영국의 구약성경 학자이자 작가였다. 그는 성경에 관한 여러 권의 책을 저술했다. 트럼퍼 롱맨은 웬함을 "오늘날 최고의 복음주의 주석가 중 한 명"이라고 불렀다.

## 어린 시절과 교육
웬함은 케임브리지 대학교에서 신학을 전공하여 1965년에 우등으로 졸업했고, 1970년에 신명기에 대한 박사 학위를 취득했다.
구약성경 연구와 관련하여 여러 장학금을 받았고 독일, 미국, 이스라엘에서 유학했다.
존 웬함의 아들이자 데이비드 웬함의 형제였다
케임브리지에 있는 동안 그는 케임브리지 대학 간 기독교 연합에서 활발히 활동했다.
그는 1966년부터 1969년까지 케임브리지에서 학생이던 린을 처음 만났다.

## 경력
고든은 케임브리지 대학교에서 신학을 공부했고, 킹스 칼리지 런던에서 구약성경 연구를 계속했다. 그는 하버드 대학교와 예루살렘의 에콜 비블리크 및 히브리 대학교에서 시간을 보냈다.
벨파스트의 퀸스 대학교 셈족 연구 학과에서 구약성경을 가르치다 첼트넘으로 이주했다. 그는 전 세계 여러 기관에서 교수직을 맡거나 초빙 강사로 봉사했다. 그는 1987년 (또는 그 이전)부터 글로스터셔 대학교에서 일했다. 1995년부터 2005년까지 웬함은 글로스터셔 대학교에서 구약성경 선임 교수로 재직했다. 이후 트리니티 칼리지, 브리스톨로 자리를 옮겼다.
웬함은 2025년 5월 13일 81세의 나이로 사망했다.

## 저서
웬함은 다수의 논문과 여러 권의 책을 저술했는데, 여기에는 창세기, 레위기, 민수기에 대한 주석서와 이후 구약성경 서술 윤리에 대한 연구서인 "이야기로서의 토라"(T & T Clark, 2000), 그리고 "구약성경 탐구: 모세오경"(SPCK: 2003)이 포함된다.